# Gaetano Brunetti (politico)
Gaetano Brunetti (Lecce, 30 gennaio 1829 – Lecce, 3 agosto 1900) è stato un politico italiano.

## Biografia
A lungo Presidente del Consiglio provinciale di Lecce, fu per quasi quarant'anni Deputato del Regno d'Italia, morendo proprio nel corso del mandato. Alla Camera, rappresentò i collegi pugliesi di Brindisi, Campi Salentina e Lecce.
La città di Lecce gli ha intitolato una via del centro cittadino.